# شورای ملی رفاه کاتولیک‌ها

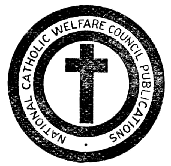
لوگو انتشارات شورای رفاه ملی کاتولیک

شورای ملی رفاه کاتولیک‌ها (به انگلیسی: National Catholic Welfare Council) (به اختصار:NCWC؛ ان‌سی‌دالبلیوسی) یک نشست سالانه آمریکاییان پایگان کاتولیک و دبیرخانه دائمی آن بود. این شورا در سال ۱۹۱۹ و به جانشینی سازمان اضطراری (شورای ملی جنگ کاتولیک) تأسیس شد.
این سازمان شامل کارکنان روحانی و چندین کمیته متشکل از اسقفان بود که برخی از اوقات به بحث و ایراد اظهاراتی دربارهٔ مسائل سیاست ملی مانند آموزش، رفاه و مراقبت‌های بهداشتی می‌پرداختند.